# Haplocyclops henrii
Haplocyclops henrii – gatunek widłonoga z rodziny Cyclopidae. Nazwa naukowa tych skorupiaków została opublikowana w 2015 roku przez słoweńskiego biologa Antona Brancelja.